# 疫学
疫学（えきがく、英: Epidemiology）とは、定義された集団における健康と疾病の状態の分布（誰が、いつ、どこで）、パターン、決定因子の研究と分析をする学問である。
また、疫学は公衆衛生の基礎であり、リスク因子を特定し、予防医学の対象を特定することで、政策決定や根拠に基づく実践を形作るものである。疫学者は、研究デザイン、データの収集、統計分析、結果の解釈と普及（査読と時折のシステマティック・レビューを含む）の修正を支援する。そして、疫学は臨床研究、公衆衛生研究、より限定的には生物科学における基礎研究で使用される方法論の開発に貢献してきた。
疫学研究の主要分野には、病因、感染経路、アウトブレイク調査、疾病サーベイランス、環境疫学、法医学的疫学、職業疫学、スクリーニング (医学)、バイオモニタリング、治験などの治療効果の比較が含まれる。疫学者は、病気のプロセスをより理解するために生物学、データを有効に活用し適切な結論を導き出すために統計学、近接原因と遠因をより理解するために社会科学、ばく露評価のために工学などの他の科学分野に依存している。
疫学は疫の字にやまいだれ(疒)が付くため医学であると誤解されやすいが、英語ではEpidemiology（epi- (upon、広範な) + -demos(people、人間の) + -logos(study 学問）と綴り、人間集団に対するあらゆる因果関係の確認に用いられる学問である。しかし、この用語は動物集団の研究（獣医学的疫学）でも広く使用されており、「獣疫学（epizoology）」という用語も用いられることがあり、植物集団の研究（植物学的または植物病理疫学）にも適用されている。
「流行」と「風土病」の区別はヒポクラテスによって初めてなされた。これは、集団に「訪れる」病気（流行）と集団内に「住む」病気（風土病）を区別するためである。「epidemiology」という用語は、1802年にスペインの医師ホアキン・デ・ビジャルバによって、『Epidemiología Española』の中で初めて流行病の研究を記述するために使用されたと思われる。疫学者はまた、シンデミックとして知られる、集団における疾患の相互作用も研究している。
疫学という用語は現在、流行性の感染症だけでなく、一般的な疾患の記述と因果関係を網羅するために広く適用されている。疫学を通して検討されるトピックの例には、高血圧、精神疾患、肥満などがある。したがって、この疫学は、疾患のパターンが人間の機能をどのように変化させるかに基づいている。

## 歴史
医学の父と呼ばれたデモクリトスに教えを受けたギリシャの医師ヒポクラテスは、病気に論理を求め、疾患の発生と環境の影響との関係を調べた最初の人物として知られている。ヒポクラテスは、人体の病気は四体液（黒胆汁、黄胆汁、血液、粘液）のアンバランスによって引き起こされると考えた。病気の治療法は、問題の体液を取り除くか、体のバランスを取るために加えることであった。この信念は、医学における瀉血と食事療法の適用につながった。彼は、（通常は特定の場所で見られるが、他の場所では見られない病気のために）風土病と、（ある時は見られるが、他の時は見られない病気のために）流行病という用語を作り出した。

### 近代
16世紀半ばに、ヴェローナ出身の医師ジローラモ・フラカストロが、病気を引き起こす非常に小さな、目に見えない粒子が生きていると提唱した最初の人物である。これらの粒子は空気によって広がり、自分で増殖し、火によって破壊されると考えられていた。このようにして、彼はガレノスの瘴気説（病人の中にある毒ガス）を否定した。1543年、彼は『De contagione et contagiosis morbis』という本を書き、その中で病気を予防するために個人的および環境的な衛生を推進した最初の人物となった。1675年にアントニ・ファン・レーウェンフックによって十分に強力な顕微鏡が開発されたことで、病気の病原体説と一致する生きた粒子の視覚的証拠が提供された。
明の時代、呉有性（1582-1652）は、1641年から1644年の間に様々な流行病が猛威を振るうのを目撃した際に、「戻気」（悪因子）と呼ばれる伝染性の物質によって引き起こされる病気があるという考えを発展させた。彼の著書『瘟疫論』（疫病論）は、この概念を提唱した主要な病因学的著作と見なすことができる。彼の概念は、2004年のWHOによるSARS流行の分析において、伝統的中国医学の文脈でいまだに考慮されていた。
もう一人の先駆者であるトマス・シデナム（1624-1689）は、1600年代後半のロンドン市民の熱を最初に区別した人物である。熱の治療法に関する彼の理論は、当時の伝統的な医師から多くの抵抗を受けた。彼は、自身が研究し治療した天然痘の熱の初期原因を見つけることができなかった。
ジョン・グラントは、装身具商であり、アマチュアの統計学者で、1662年に『Natural and Political Observations ... upon the Bills of Mortality』を出版した。その中で、ロンドンの大疫病以前の死亡者記録を分析し、最初の生命表の1つを提示し、新旧の多くの病気の時間的な傾向を報告した。彼は、多くの病気の理論に統計的証拠を提供し、それらに関する一部の広く普及していた考えを否定した。

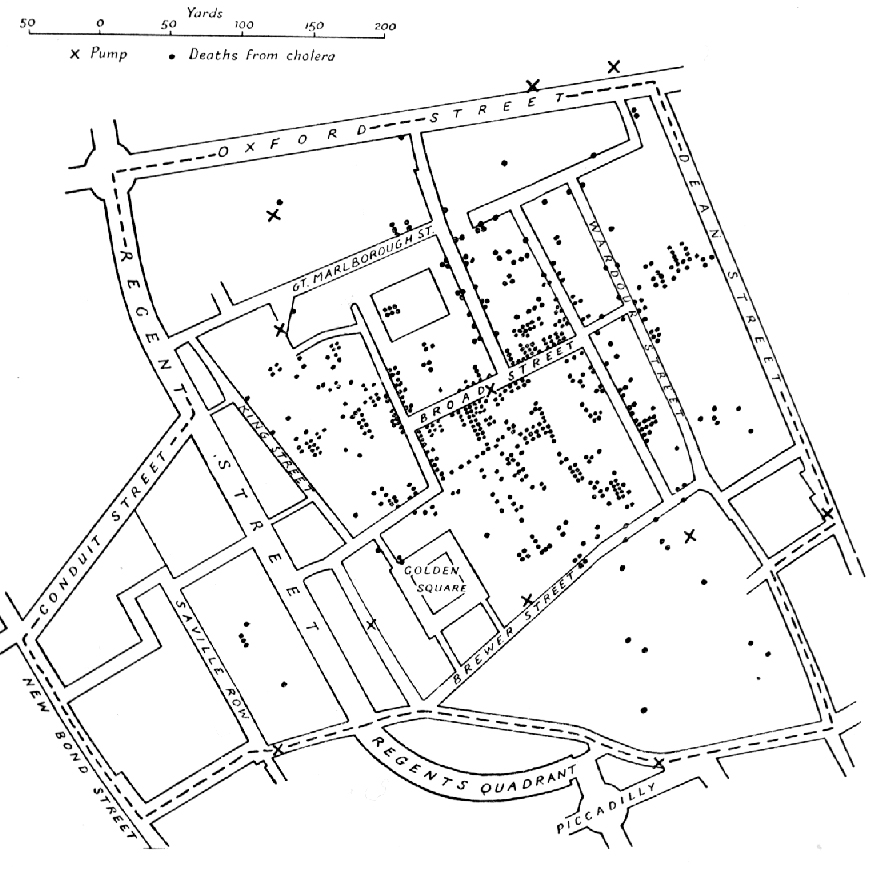
1854年のロンドン流行におけるコレラ症例のクラスターを示すジョン・スノウによる元の地図

ジョン・スノウは、19世紀のコレラの流行の原因を調査したことで有名であり、（現代の）疫学の父としても知られている。彼は、サウスワーク社が供給する2つの地域で死亡率が著しく高いことに気づいたことから始めた。ソーホー地区の流行の原因としてブロード通りの水道ポンプを特定したことは、疫学の典型的な例と考えられている。スノウは、水を浄化するために塩素を使用し、ハンドルを取り外した。これにより流行は終息した。これは、公衆衛生の歴史における重大な出来事と見なされ、世界中の公衆衛生政策の形成に役立った疫学の科学の創設事業と見なされている。しかし、スノウの研究と更なる流行を避けるための予防策は、当時の瘴気説が優勢だったため、彼の死後まで完全には受け入れられず、実践されなかった。瘴気説とは、空気の質の悪さが病気の原因であるとする病気のモデルであり、貧困地域の高い感染率を合理化するために使用されたが、その背後にある栄養不良や衛生面の問題に取り組むことはなく、彼の研究によって誤りであることが証明された。
他の先駆者には、1849年にアイスランドのヴェストマン諸島における新生児破傷風の流行の予防に関する自身の研究を関連付けたデンマークの医師ピーター・アントン・シュライスナーがいる。もう一人の重要な先駆者は、ハンガリーの医師センメルヴェイス・イグナーツで、1847年にウィーンの病院で消毒手順を導入することにより乳児死亡率を下げた。彼の発見は1850年に発表されたが、彼の研究は同僚に歓迎されず、手順は中止された。英国の外科医ジョゼフ・リスターがルイ・パスツールの研究に照らして1865年に消毒薬を「発見」するまで、消毒は広く実践されるようにはならなかった。
ロベルト・コッホは1876年、炭疽菌の純粋培養に成功し、炭疽の病原体であることを証明し、細菌が動物の病原体であることを証明した（コッホの原則)。1882年に結核菌を発見し、ヒトにおいても細菌が病原体であることを証明した。1883年、インドにおいてコレラ菌を発見した。1890年、コッホは結核菌の培養上清からツベルクリン（結核菌ワクチン）を創製した。1905年、コッホはノーベル生理学・医学賞を受賞した。コッホはルイ・パスツールとともに近代細菌学の開祖とされる。
コッホはベルリン大学で弟子を育て、腸チフス菌を発見したゲオルク・ガフキー、ジフテリア菌の分離に成功し、口蹄疫ウイルスを発見したフリードリヒ・レフラー、血清療法を研究したエミール・ベーリング、化学療法を研究したパウル・エールリヒ、破傷風菌を純粋培養し、ペスト菌を発見した北里柴三郎などを輩出した。
20世紀初頭、ロナルド・ロス、ジャネット・レーン＝クレイポン、アンダーソン・グレイ・マッケンドリックらによって、疫学に数学的手法が導入された。1920年代の並行した発展の中で、ドイツ系スイス人の病理学者マックス・アスカナジーらは、異なる地域の集団における癌やその他の非感染性疾患の地理的病理学を体系的に調査するために、国際地理病理学会を設立した。第二次世界大戦後、リチャード・ドールらの非病理学者がこの分野に参加し、感染症の流行のために開発された方法では適切に研究できないパターンと発生様式を持つ疾患である癌を研究する方法を進歩させた。地理病理学は最終的に感染症疫学と結合し、今日の疫学の分野を形成した。
もう一つの画期的な出来事は、リチャード・ドールとオースティン・ブラッドフォード・ヒルが主導した英国医師研究の結果が1954年に発表されたことである。これは、喫煙と肺癌の関連性に非常に強力な統計的支持を与えた。
20世紀後半、生物医学の進歩に伴い、血液、その他の生体試料、環境中の多数の分子マーカーが、ある疾患の発症または危険性の予測因子として同定された。分子レベルで分析されたこれらのバイオマーカーと疾患の関係を調べる疫学研究は、広く「分子疫学」と名付けられた。具体的には、生殖細胞系列の遺伝的変異と疾患の疫学に「遺伝疫学」という用語が使用されてきた。遺伝的変異は、通常、末梢血白血球のDNAを用いて決定される。

### 21世紀
2000年代以降、多くの疾患や健康状態の遺伝的リスク因子を特定するために、ゲノムワイド関連解析（GWAS）が一般的に行われるようになった。
大多数の分子疫学研究では、従来の疾患診断と分類システムがいまだに使用されているが、疾患の進行は本質的に個人ごとに異なる不均一なプロセスであることがますます認識されている。概念的には、各個人は他の個人とは異なる独自の疾患プロセスを持っている（「独特の疾患原則」）。これは、エクスポーゾーム（内因性および外因性/環境曝露の総体）の独自性と、各個人における分子病理学的プロセスへのその固有の影響を考慮したものである。曝露と疾患（特に癌）の分子病理学的特徴との関係を調べる研究は、2000年代を通じてますます一般的になった。しかし、疫学における分子病理学の使用には、研究ガイドラインと標準化された統計方法論の欠如、学際的専門家と教育プログラムの不足など、独特の課題があった。さらに、疾患の不均一性の概念は、同じ疾患名を持つ個人は同様の病因と疾患プロセスを持っているという疫学における長年の前提と矛盾するように見える。これらの問題を解決し、分子精密医療の時代における集団の健康科学を進歩させるために、「分子病理学」と「疫学」が統合され、「分子病理疫学」（MPE）という新しい学際的分野が作られた。これは、「分子病理学と疾患の不均一性の疫学」と定義される。MPEでは、研究者は、（A）環境、食事、ライフスタイル、遺伝的要因、（B）細胞内または細胞外分子の変化、および（C）疾患の進化と進行との関係を分析する。疾患発症機序の不均一性をより理解することは、疾患のエティオロジーを解明するのにさらに貢献するだろう。MPEアプローチは、腫瘍性疾患だけでなく、非腫瘍性疾患にも適用できる。MPEの概念とパラダイムは、2010年代に広まった。
2012年までに、多くの病原体の進化は疫学と非常に関連するほど速いこと、したがって疫学と分子進化を統合した感染症へ学際的アプローチを取ることで、「制御戦略や患者治療に情報を与える」ことができることが認識された。現代の疫学研究では、高度な統計と機械学習を使用して、予測モデルを作成し、治療効果を定義することができる。多くはヘルスケアや疫学に由来しない幅広い現代のデータソースが、疫学研究に使用できることがますます認識されている。このようなデジタル疫学には、インターネット検索、携帯電話の記録、医薬品の小売売上などのデータを含めることができる。

### 日本の疫学
日本の疫学の祖と言われている高木兼寛は、日本海軍に多発した脚気を白米を中心とする食事にありとする栄養学説を唱えて、それを実験疫学的に証明したことで有名である。航海実験の結果に基づき海軍食に麦飯を導入、結果、1885年には海軍の脚気は激減した。これらの功績により1905年(明治38年)に男爵の爵位を授けられ、後に「麦飯男爵」とも呼ばれたという。これは1912年に鈴木梅太郎がオリザニン(ビタミンB1)を発見する実に27年も前のことである。
北里柴三郎は破傷風菌を純粋培養し、血清療法を確立しペスト菌を発見した。

## 研究の種類
疫学者は、観察研究から実験的研究まで、幅広い研究デザインを用いており、一般的に記述的研究（時間、場所、人に関するデータの評価を含む）、分析的研究（既知の関連性や仮説化された関係をさらに検討することを目的とする）、実験的研究（治療やその他の介入の臨床試験やコミュニティ試験と同義語としてよく使用される用語）に分類される。観察研究では、疫学者がサイドラインから観察しながら、自然の「成り行き」に任せる。逆に、実験的研究では、疫学者が特定の症例研究に入るすべての要因を制御する。疫学研究は、可能な限り、アルコールや喫煙、生物学的因子、ストレス、化学物質などの曝露と死亡率や罹患率との間の偏りのない関係を明らかにすることを目的としている。これらの曝露と転帰との因果関係の特定は、疫学の重要な側面である。現代の疫学者は、情報学やインフォデミオロジーをツールとして使用している。
観察研究には、記述的研究と分析的研究の2つの要素がある。記述的観察は、「健康関連状態の発生における誰が、何を、どこで、いつを」に関するものである。一方、分析的観察は、健康関連事象の「いかに」をより扱う。実験疫学には、無作為化対照試験（新薬やドラッグテストによく使用される）、フィールド試験（病気にかかる高リスク者を対象に実施）、コミュニティ試験（社会的な病気の研究）の3つのケースタイプがある。
「疫学の三角形」という用語は、アウトブレイクを分析する際の宿主、病原体、環境の交差を表すために使用される。

### 症例集積
症例集積とは、単一の患者または同様の診断を受けた少数の患者グループの経験の質的研究、または曝露されていない期間がある病気を引き起こす可能性のある統計的要因を指す場合がある。
前者のタイプの研究は純粋に記述的であり、その疾患の患者の一般集団について推論することはできない。このタイプの研究では、鋭い臨床医が疾患または患者の病歴の異常な特徴を特定し、新しい仮説の定式化につながる可能性がある。この集積のデータを使用して、可能性のある原因因子を調査するための分析的研究を行うことができる。これには、症例対照研究または前向き研究が含まれる。症例対照研究では、その集積の症例と比較可能な疾患のない対照をマッチングさせる。前向き研究では、疾患の自然史を評価するために、症例集積を長期間にわたって追跡調査する。
後者のタイプは、より正式には自己対照症例集積研究と呼ばれ、個々の患者の追跡期間を曝露期間と非曝露期間に分割し、固定効果ポアソン回帰プロセスを使用して、曝露期間と非曝露期間の特定の転帰の発生率を比較する。この手法は、ワクチン接種による有害反応の研究で広く使用されており、状況によってはコホート研究で得られるのと同等の統計的検出力を提供することが示されている。

### 症例対照研究
症例対照研究は、病気の状態に基づいて対象者を選択する。これは後ろ向き研究である。病気に罹患している個人のグループ（「症例」群）と、病気に罹患していない個人のグループ（「対照」群）が比較される。対照群は、理想的には、症例を生み出したのと同じ集団から来るべきである。症例対照研究では、両群（症例と対照）が遭遇した可能性のある潜在的な曝露を過去に遡って調べる。2×2表が作成され、曝露症例（A）、曝露対照（B）、非曝露症例（C）、非曝露対照（D）が表示される。関連性を測定するために生成される統計量はオッズ比（OR）であり、これは症例の曝露オッズ（A/C）の対照の曝露オッズ（B/D）に対する比、すなわちOR =（AD/BC）である。
|        | 症例 | 対照 |
| ------ | ---- | ---- |
| 曝露   | A    | B    |
| 非曝露 | C    | D    |

ORが1より有意に大きい場合、「病気の人は曝露された可能性が高い」という結論になるが、1に近い場合は、曝露と病気は関連している可能性が低い。ORが1よりはるかに小さい場合、曝露は病気の原因における防御因子であることが示唆される。
症例対照研究は通常、コホート研究よりも迅速かつ費用対効果が高いが、バイアス（想起バイアスや選択バイアスなど）の影響を受けやすい。主な課題は、適切な対照群を特定することである。対照群における曝露の分布は、症例を生み出した集団における分布を代表するものでなければならない。これは、元のリスク集団からランダムサンプルを抽出することで達成できる。この結果、対照群には、病気が集団で高い罹患率を示す場合、研究対象の病気の人が含まれる可能性がある。
症例対照研究の大きな欠点は、統計的に有意であるとみなされるためには、95％信頼区間で必要な最小症例数がオッズ比と次の式で関連していることである。
{\displaystyle {\text{total cases}}=A+C=1.96^{2}(1+N)\left({\frac {1}{\ln(OR)}}\right)^{2}\left({\frac {OR+2{\sqrt {OR}}+1}{\sqrt {OR}}}\right)\approx 15.5(1+N)\left({\frac {1}{\ln(OR)}}\right)^{2}}
ここで、Nは症例と対照の比率である。
オッズ比が1に近づくにつれ、統計的有意性に必要な症例数は無限大に向かって増加し、症例対照研究を低オッズ比ではほとんど役に立たなくする。例えば、オッズ比が1.5で症例=対照の場合、上記の表は次のようになる。
|        | 症例 | 対照 |
| ------ | ---- | ---- |
| 曝露   | 103  | 84   |
| 非曝露 | 84   | 103  |

オッズ比が1.1の場合:
|        | 症例 | 対照 |
| ------ | ---- | ---- |
| 曝露   | 1732 | 1652 |
| 非曝露 | 1652 | 1732 |

### コホート研究
コホート研究は、曝露状態に基づいて対象者を選択する。研究対象者は、コホート研究の開始時に、調査対象の転帰のリスクがあるはずである。これは通常、コホート研究開始時に疾患がないことを意味する。コホートは、その後の転帰状態を評価するために、時間とともに追跡される。コホート研究の例として、肺がんの発生率を推定するために、喫煙者と非喫煙者のコホートを長期間にわたって調査することが挙げられる。症例対照研究と同じ2×2表が作成される。しかし、生成される推定値は相対危険度（RR）であり、これは曝露群の人の疾患確率Pe=A/(A+B)の非曝露群の人の疾患確率Pu=C/(C+D)に対する比、すなわちRR=Pe/Puである。
| .....  | 症例 | 非症例 | 合計  |
| ------ | ---- | ------ | ----- |
| 曝露   | A    | B      | (A+B) |
| 非曝露 | C    | D      | (C+D) |

ORと同様に、RRが1より大きい場合は関連性を示しており、「曝露された人は病気になる可能性が高かった」と結論づけることができる。
前向き研究には、症例対照研究に比べて多くの利点がある。RRはORよりも強力な効果の指標である。ORは真の発生率を計算できない病気の状態に基づいて対象者を選択する症例対照研究での単なるRRの推定値だからである。前向き研究では、時間的関係を確立でき、交絡因子をより簡単に制御できる。しかし、コストがかかり、コホートが長期間追跡されるため、追跡調査中に対象者を失う可能性が高くなる。
コホート研究も、コホート研究と同じ症例数の方程式によって制限されるが、研究集団における基礎発生率が非常に低い場合、必要な症例数は1⁄2に減少する。

## 因果推論
疫学は、曝露と健康転帰の関連性を解明するために使用される統計ツールの集合体とみなされることがあるが、この科学のより深い理解は、因果関係を発見することである。
「相関は因果関係を意味しない」は、疫学文献の多くに共通するテーマである。疫学者にとって、重要なのは推論という用語である。2つの変数間の相関、または少なくとも関連は、一方の変数がもう一方の変数を引き起こすと推論するための必要条件であるが、十分条件ではない。疫学者は、収集されたデータと幅広い生物医学的および心理社会的理論を反復的な方法で使用して、理論を生成または拡張し、仮説を検証し、どの関係が因果関係にあるのか、そしてどのようにして因果関係にあるのかについて、教育を受け、情報に基づいた主張を行う。
疫学者は、「一つの原因 - 一つの結果」という理解は単純化された誤った信念であることを強調する。ほとんどの転帰は、病気であれ死であれ、多くの構成要因からなる連鎖または網によって引き起こされる。原因は、必要条件、十分条件、確率的条件として区別できる。必要条件を特定して制御できれば（例えば、病原体に対する抗体、外傷におけるエネルギー）、有害な結果を回避できる（Robertson, 2015）。病気に関連する多因子性を概念化するために定期的に使用されるツールの1つは、因果パイモデルである。

### ブラッドフォード・ヒル基準
1965年、オースティン・ブラッドフォード・ヒルは、因果関係の証拠を評価するのに役立つ一連の考慮事項を提案した。これは、一般に「ブラッドフォード・ヒル基準」として知られるようになった。著者の明確な意図とは対照的に、ヒルの考慮事項は現在、因果関係を評価するために実施すべきチェックリストとして教えられることがある。ヒル自身は、「私の9つの観点のどれも、因果関係の仮説に対する議論の余地のない証拠を提供することはできないし、どれも不可欠とは言えない」と述べている。
1. 関連の強さ: 小さな関連では因果効果がないとは限らないが、関連が大きいほど、因果関係である可能性が高い[57]
2. データの一貫性: 異なる場所で、異なるサンプルを使って、異なる人が一貫した結果を観察することは、効果の可能性を強める[57]
3. 特異性: 非常に特定の集団が、特定の部位で、他に考えられる説明のない特定の病気を発症した場合、因果関係の可能性が高い。ある因子とある効果の関連が特異的であるほど、因果関係の確率は大きくなる[57]
4. 時間性: 原因の後に結果が起こらなければならない（そして、原因と予想される結果の間に予想される遅れがある場合、その遅れの後に結果が起こらなければならない）[57]
5. 生物学的勾配: 一般に、曝露量が多いほど、効果の発生率が高くなるはずである。ただし、場合によっては、因子の存在だけで効果が引き起こされることがある。他の場合では、逆の比例が観察される。すなわち、曝露量が多いほど、発生率が低くなる[57]
6. 妥当性: 原因と結果の間に妥当なメカニズムがあることは有益である（ただし、ヒルはメカニズムの知識は現在の知識によって制限されると指摘した）[57]
7. 整合性: 疫学的所見と実験的所見の整合性は、効果の可能性を高める。ただし、ヒルは「そのような[実験的]証拠の欠如は、関連性における疫学的効果を無効にすることはできない」と指摘した[57]
8. 実験: 「時折、実験的証拠に訴えることが可能である」[57]
9. 類推: 類似した因子の効果を考慮することができる[57]

### 法的解釈
疫学研究は、ある因子が特定の場合に効果を引き起こした可能性を証明することはできるが、実際に引き起こしたことを証明することはできない。
疫学は、集団における疾病の発生率に関心があり、個人の疾病の原因という問題には対処しない。この問題は、時に特異的因果関係と呼ばれ、疫学の科学の領域を超えている。疫学は、ある因子と疾病の関係が因果関係である（一般的因果関係）と推論され、その因子に起因する超過リスクの大きさが決定された時点で限界に達する。つまり、疫学は、ある因子が疾病を引き起こす可能性があるかどうかを扱うのであって、ある因子が特定の原告の疾病を引き起こしたかどうかを扱うのではない。
アメリカ合衆国の法律では、疫学だけでは、因果関係が一般に存在しないことを証明することはできない。逆に、個々のケースにおいて、確率のバランスに基づいて、因果関係が存在するという推論を正当化するために、米国の裁判所によって（状況によっては）考慮される可能性がある。
法医学疫学の細分野は、因果関係が争われている、または不明確な個人または個人のグループにおける疾病または傷害の特定の因果関係の調査を目的としており、法的環境での提示を目的としている。

## 集団ベースの健康管理
疫学的実践と疫学的分析の結果は、新たに登場している集団ベースの健康管理の枠組みに重要な貢献をしている。
集団ベースの健康管理には、以下の能力が含まれる。
- 対象集団の健康状態と健康ニーズを評価すること。
- その集団の健康を改善するために設計された介入を実施し、評価すること。
- その集団のメンバーに、コミュニティの文化的、政策的、健康資源的価値観と一致する方法で、効率的かつ効果的にケアを提供すること。

現代の集団ベースの健康管理は複雑であり、疫学的実践と分析を中核とする多様なスキル（医学、政治、技術、数学など）が必要であり、それらが管理科学と統合されることで、集団に効率的かつ効果的な医療と健康指導が提供される。このタスクには、健康リスク要因、発生率、有病率、死亡率の統計（疫学分析から導かれる）を、健康システムが現在の集団の健康問題にどのように対応するかだけでなく、将来起こりうる集団の健康問題により良く対応できるようにするための管理指標に変換する、現代のリスク管理アプローチの先見性ある能力が必要である。
疫学的実践の成果を活用した集団ベースの健康管理を利用している組織の例としては、カナダ癌管理戦略、カナダ保健省タバコ規制プログラム、リック・ハンセン財団、カナダタバコ規制研究イニシアチブなどがある。
これらの組織は、それぞれ「Life at Risk」と呼ばれる集団ベースの健康管理の枠組みを使用しており、疫学的な定量分析を人口統計、保健機関の運営研究、経済学と組み合わせることで、以下のことを行っている。
- 集団生命影響シミュレーション: 新規疾病症例、有病率、早死、障害や死亡による潜在的な生命年数の損失に関して、疾病が集団に及ぼす将来の潜在的影響を測定する。
- 労働力生命影響シミュレーション: 新規疾病症例、有病率、早死、障害や死亡による潜在的な生命年数の損失に関して、疾病が労働力に及ぼす将来の潜在的影響を測定する。
- 疾病の経済的影響シミュレーション: 民間部門の可処分所得（賃金、企業利益、民間医療費）と公共部門の可処分所得（個人所得税、法人所得税、消費税、公的資金による医療費）に対する疾病の将来の潜在的影響を測定する。

## 応用疫学
応用疫学とは、疫学的手法を用いて集団の健康を保護または改善する実践のことである。応用疫学には、伝染性疾患および非伝染性疾患のアウトブレイク、死亡率および罹患率、栄養状態などの健康指標の調査が含まれ、その目的は、適切な政策や疾病対策を実施できる人々に結果を伝達することである。

### 人道的な状況
人道的危機の状況下では、疾病やその他の健康因子の監視と報告がますます困難になるにつれて、データを報告するために使用される方法論が損なわれる。ある研究では、人道的な状況から抽出された栄養調査の半数以下（42.4%）が栄養不良の有病率を正しく計算し、調査の3分の1（35.3%）のみが質の基準を満たしていた。死亡率調査では、質の基準を満たしたのはわずか3.2%であった。栄養状態と死亡率は危機の深刻度を示す指標となるため、これらの健康因子の追跡と報告は非常に重要である。
重要な登録簿は通常、データを収集する最も効果的な方法であるが、人道的な状況下では、これらの登録簿が存在しなかったり、信頼できなかったり、アクセスできなかったりする可能性がある。そのため、死亡率は、前向きな人口動態監視または後ろ向きな死亡率調査のいずれかを使用して不正確に測定されることが多い。前向きな人口動態監視には多くの人力が必要であり、広範囲に広がった集団に実施するのが難しい。後ろ向きの死亡率調査は、選択バイアスと報告バイアスの影響を受けやすい。他の方法も開発されているが、まだ一般的な慣行ではない。

## 特徴・妥当性・バイアス

### 流行の波
流行における波の概念は、特に伝染性疾患に影響を与える。「流行の波」という用語の実用的な定義は、次の2つの重要な特徴に基づいている。1）上昇または下降のトレンドの期間を含むこと、2）これらの増加または減少は、軽微な変動や報告エラーと区別するために、かなりの大きさで長期間持続する必要がある。一貫した科学的定義を使用する目的は、COVID-19パンデミックの進行について伝達したり理解したりするために使用できる一貫した言語を提供することであり、これは医療機関や政策立案者が資源の計画と配分に役立つであろう。

### 妥当性
疫学の異なる分野では、妥当性のレベルが異なる。結果の妥当性を評価する一つの方法は、偽陽性（正しくない主張効果）と偽陰性（真の効果を支持しない研究）の比率である。遺伝疫学では、候補遺伝子研究は、偽陰性1件につき100件を超える偽陽性結果を生み出す可能性がある。対照的に、ゲノムワイド関連解析では、100件以上の偽陰性に対して偽陽性はわずか1件程度と、ほぼ逆の結果が得られている。遺伝疫学では、厳格な基準が採用されるようになったため、この比率は時間とともに改善されている。対照的に、他の疫学分野では、このような厳格な報告が要求されておらず、その結果、信頼性がはるかに低くなっている。

### ランダム誤差
ランダム誤差は、サンプリングの変動により真の値の周りで変動することによって生じる。ランダム誤差はまさにランダムである。データの収集、コーディング、転送、分析の過程で発生する可能性がある。ランダム誤差の例としては、質問の言い回しが悪い、特定の回答者の個々の回答の解釈に誤解がある、コーディング中のタイプミスなどがある。ランダム誤差は、一時的で一貫性のない方法で測定に影響を与え、ランダム誤差を修正することは不可能である。すべてのサンプリング手順にはランダム誤差、つまりサンプリング誤差がある。
疫学的変数の精度は、ランダム誤差の指標である。精度はランダム誤差と逆の関係にあるため、ランダム誤差を減らすことは精度を上げることになる。相対リスク推定値の精度を示すために、信頼区間が計算される。信頼区間が狭いほど、相対リスク推定値の精度が高くなる。
疫学研究におけるランダム誤差を減らすには、基本的に2つの方法がある。1つ目は、研究のサンプルサイズを増やすことである。つまり、研究対象者を増やすことである。2つ目は、研究における測定の変動を減らすことである。これは、より精度の高い測定機器を使用するか、測定回数を増やすことで達成できるかもしれない。
ただし、サンプルサイズや測定回数を増やしたり、より精度の高い測定機器を購入したりすると、通常、研究のコストが増加することに注意が必要である。十分な精度の必要性と研究コストの実際的な問題との間には、通常、不安定なバランスがある。

### 系統誤差
系統誤差またはバイアスは、サンプリングの変動以外の原因により、（集団における）真の値と（研究における）観測値に差がある場合に発生する。系統誤差の例としては、使用しているパルスオキシメーターが正しく設定されていないことに気づかず、測定のたびに真の値に2ポイント追加されるような場合である。測定機器は精密かもしれないが正確ではない可能性がある。誤差はすべての事例で発生するため、系統的である。その データに基づいて引き出された結論は、やはり間違っているだろう。しかし、その誤差は将来再現可能である（例えば、同じ誤設定の機器を使用することで）。
特定の質問に対するすべての回答に影響を与えるコーディングの誤りは、系統誤差の別の例である。
研究の妥当性は、系統誤差の程度に依存する。妥当性は通常、2つの要素に分けられる。
- 内的妥当性（英語版）は、曝露、疾病、およびこれらの変数間の関連性を含む測定の誤差量に依存する。内的妥当性が高いということは、測定の誤差が少ないことを意味し、少なくとも研究対象者に関する限り、推論を導き出すことができることを示唆している。
- 外的妥当性（英語版）は、研究結果をサンプルが抽出された集団（またはその集団を超えてより普遍的な記述）に一般化するプロセスに関係する。これには、一般化に関連する（または無関係な）条件を理解する必要がある。内的妥当性は明らかに外的妥当性の前提条件である。

#### 選択バイアス
選択バイアスは、曝露と関心のある転帰の両方に関連する第3の測定されない変数の結果として、研究対象が選択されるか、研究の一部になる場合に発生する。例えば、喫煙者と非喫煙者では、研究参加率が異なる傾向があることが繰り返し指摘されている。（サケットDは、非喫煙者の85%と喫煙者の67%が郵送された質問票を返送したセルツァーらの例を引用している）。応答におけるこのような違いが、2つの応答グループ間の転帰の系統的な差とも関連していない場合、バイアスにはつながらないことに注意することが重要である。

#### 情報バイアス
情報バイアスは、変数の評価における系統的誤差から生じるバイアスである。この例として、思い出しバイアスがある。典型的な例は、胎児の健康に対する特定の曝露の影響を調べた研究についてのサケットの議論で再び示されている。「最近の妊娠が胎児死亡または奇形（症例）に終わった母親と、妊娠が正常に終わった一致した母親のグループ（対照）に質問したところ、前者の28%、後者の20%のみが、以前の前向きインタビューや他の健康記録でも裏付けられない薬物への曝露を報告した」。この例では、流産を経験した女性は、以前の曝露をより良く思い出し、報告する傾向があるように見えたため、おそらく思い出しバイアスが発生したのだろう。
交絡因子 交絡は伝統的に、交絡因子と呼ばれる無関係な要因の効果の共発生や混合から生じるバイアスと定義されてきた。より最近の交絡の定義では、反事実的効果の概念を導入している。この見方によれば、関心のある転帰、例えばY=1（Y=0とは対照的に）が、完全に曝露された（つまり、集団のすべての単位について曝露X=1）特定の集団Aで観察された場合、このイベントのリスクはRA1になる。反事実的または観察されないリスクRA0は、同じ個人が曝露されていなかった場合（つまり、集団のすべての単位についてX = 0）に観察されたであろうリスクに対応する。したがって、曝露の真の効果は、RA1−RA0（リスク差に興味がある場合）またはRA1/RA0（相対リスクに興味がある場合）である。反事実的リスクRA0は観察不可能であるため、第2の集団Bを使用して近似し、実際に次の関係を測定する。RA1−RB0またはRA1/RB0。この状況では、RA0≠RB0のとき、交絡が発生する（注：例では二値の転帰変数と曝露変数を想定している）。
一部の疫学者は、選択バイアスや情報バイアスとは異なり、交絡が実際の因果効果から生じるため、交絡をバイアスの一般的な分類とは別に考えることを好む。

## 職業
学部レベルでは、疫学を学習コースとして提供している大学は少ない。注目すべき学部プログラムはジョンズ・ホプキンズ大学にある。ここでは、公衆衛生を専攻する学生は、4年次にブルームバーグ公衆衛生大学院で疫学を含む大学院レベルのコースを受講できる。
疫学研究は、医師などの臨床訓練を受けた専門家を含む様々な分野の個人によって行われているが、公衆衛生修士（MPH）、疫学修士（MSc）、公衆衛生博士（DrPH）、薬学博士（PharmD）、哲学博士（PhD）、理学博士（ScD）などの修士課程または博士課程を通じて正式な訓練を受けることができる。他の多くの大学院プログラム、例えば、ソーシャルワーク博士（DSW）、臨床実践博士（DClinP）、足病医学博士（DPM）、獣医学博士（DVM）、看護実践博士（DNP）、理学療法博士（DPT）、または臨床訓練を受けた医師の場合、医学博士（MD）または医学士（MBBSまたはMBChB）およびオステオパシー医学博士（DO）には、疫学研究または関連トピックのある程度の訓練が含まれているが、この訓練は一般に、疫学または公衆衛生に特化した訓練プログラムで提供されるものよりもかなり少ない。疫学と医学の強い歴史的関係を反映して、正式な訓練プログラムは、公衆衛生学部または医学部のいずれかに設置される場合がある。
公衆衛生／健康保護の実務者として、疫学者は様々な環境で働いている。一部の疫学者は「現場」で働いている。つまり、コミュニティ、一般的には公衆衛生／健康保護サービスで働き、疾病の発生を調査し、撲滅する最前線にいることが多い。他には、非営利団体、大学、病院、州や地方の保健局などの大きな政府機関、各種保健省、国境なき医師団、疾病対策予防センター（CDC）、保健保護庁、世界保健機関（WHO）、カナダ公衆衛生局などで働いている。疫学者は、製薬会社や医療機器会社のマーケティングリサーチや臨床開発などのグループで、営利団体で働くこともできる。

### COVID-19
2020年4月の南カリフォルニア大学の記事では、「コロナウイルス感染症の流行は、疫学（集団における疾病の発生率、分布、管理の研究）を世界中の科学分野の最前線に押し出し、その実践者の一部を一時的に有名人にさえした」と指摘した。

### 文献
- Clayton, David（英語版） and Michael Hills (1993) Statistical Models in Epidemiology Oxford University Press. ISBN 0-19-852221-5
- Miquel Porta（英語版）, editor (2014) "A dictionary of epidemiology", 6th edn, New York: Oxford University Press. A Dictionary of Epidemiology Archived 11 July 2017 at the Wayback Machine.
- Morabia, Alfredo, editor. (2004) A History of Epidemiologic Methods and Concepts. Basel, Birkhauser Verlag. Part I. A History of Epidemiologic Methods and Concepts Archived 30 June 2022 at the Wayback Machine. A History of Epidemiologic Methods and Concepts Archived 3 July 2011 at the Wayback Machine.
- Smetanin P, Kobak P, Moyer C, Maley O (2005). "The Risk Management of Tobacco Control Research Policy Programs" The World Conference on Tobacco OR Health Conference, 12–15 July 2006, Washington DC.
- Szklo M, Nieto FJ (2002). "Epidemiology: beyond the basics", Aspen Publishers.
- Robertson LS (2015). Injury Epidemiology: Fourth Edition. Free online at nanlee.net
- Rothman K., Sander Greenland（英語版）, Lash T., editors (2008). "Modern Epidemiology", 3rd Edition, Lippincott Williams & Wilkins. ISBN 0-7817-5564-6, 978-0-7817-5564-1
- Olsen J, Christensen K, Murray J, Ekbom A. An Introduction to Epidemiology for Health Professionals. New York: Springer Science+Business Media; 2010 ISBN 978-1-4419-1497-2
- Anders Ahlbom,Staffan Norell,Introduction to modern epidemiology 2nd ed,America:Epidemiology Resources ,1990/07/01,p.1,ISBN 0-917-22706-9
- Kenneth J.Rothman,Sander Greenland,Modern epidemiology 2nd ed,America:Lippincott Williams & Wilkins,1998/01/15,ISBN 0-316-75780-2
- 日本疫学会監修『はじめて学ぶやさしい疫学-疫学への招待』南江堂、2002-10-10、ISBN 4-524-22468-8
- 等々力英美他『EBN入門-生活習慣病を理解するために』第一出版、2000/09、ISBN 4-804-10933-1
- 高橋茂樹編集『公衆衛生対策講座』株式会社MEC、2004
- 高橋茂樹他『STEP公衆衛生第5版』海馬書房、2002-10-22、ISBN 4-907704-20-8